# Diocèse de Faro
Le diocèse de Faro (latin : Dioecesis Pharaonensis) est un diocèse de l'Église catholique au Portugal, suffragant de l'archidiocèse d'Évora. Il est dirigé par Manuel Neto Quintas, SCI.

## Territoire
Faro est le diocèse le plus au sud du Portugal continental et correspond, dans son intégralité, à la région de l'Algarve.
L'évêché est la ville de Faro, où se trouve la cathédrale Santa Maria. L'ancienne cathédrale Notre-Dame de l'Assomption est située à Silves.
Le territoire couvre 5 071 km2 et est divisé en 80 paroisses.

## Historique

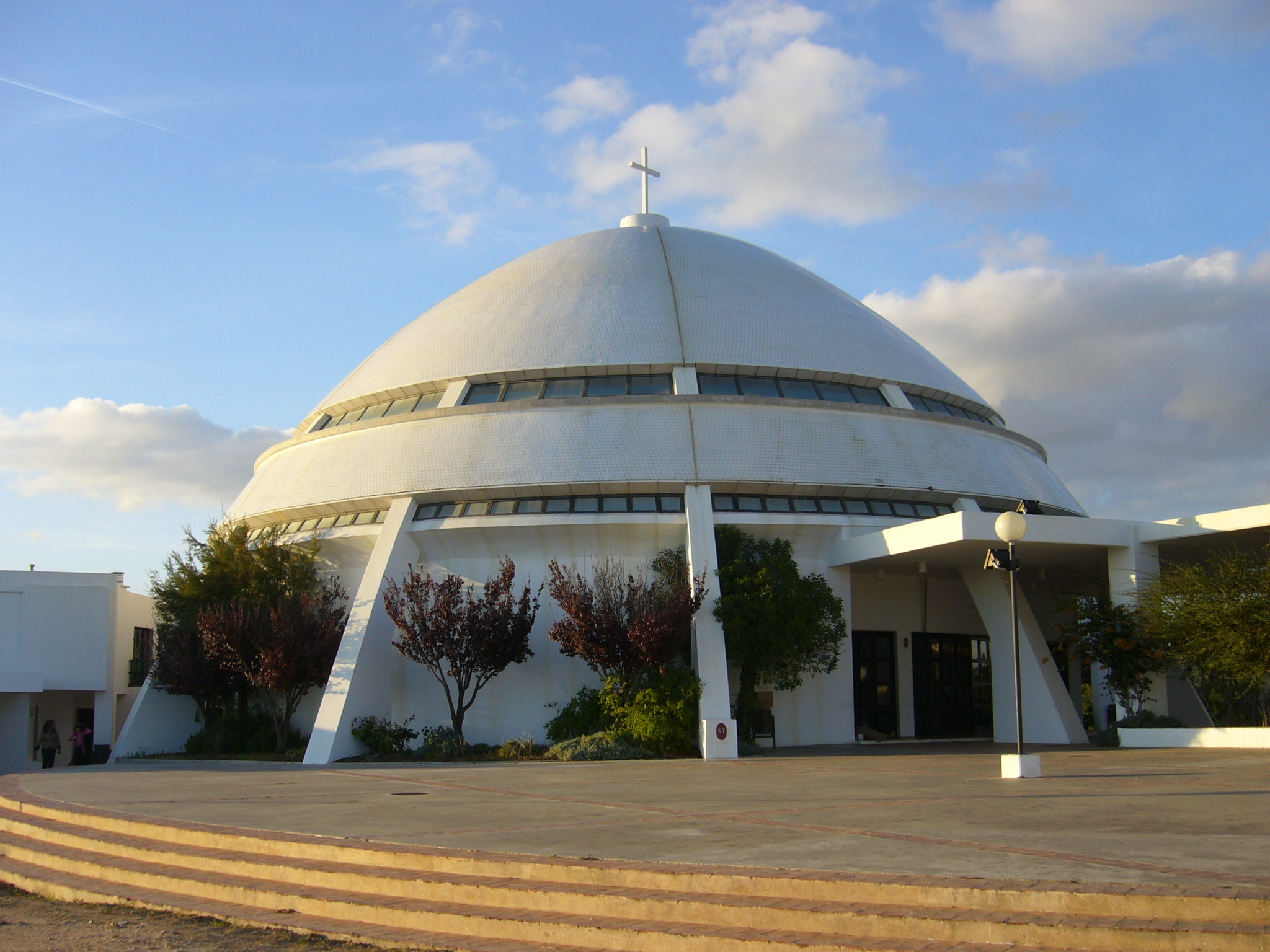
Le sanctuaire de Nossa Senhora da Piedade, à São Sebastião dans la municipalité de Loulé.

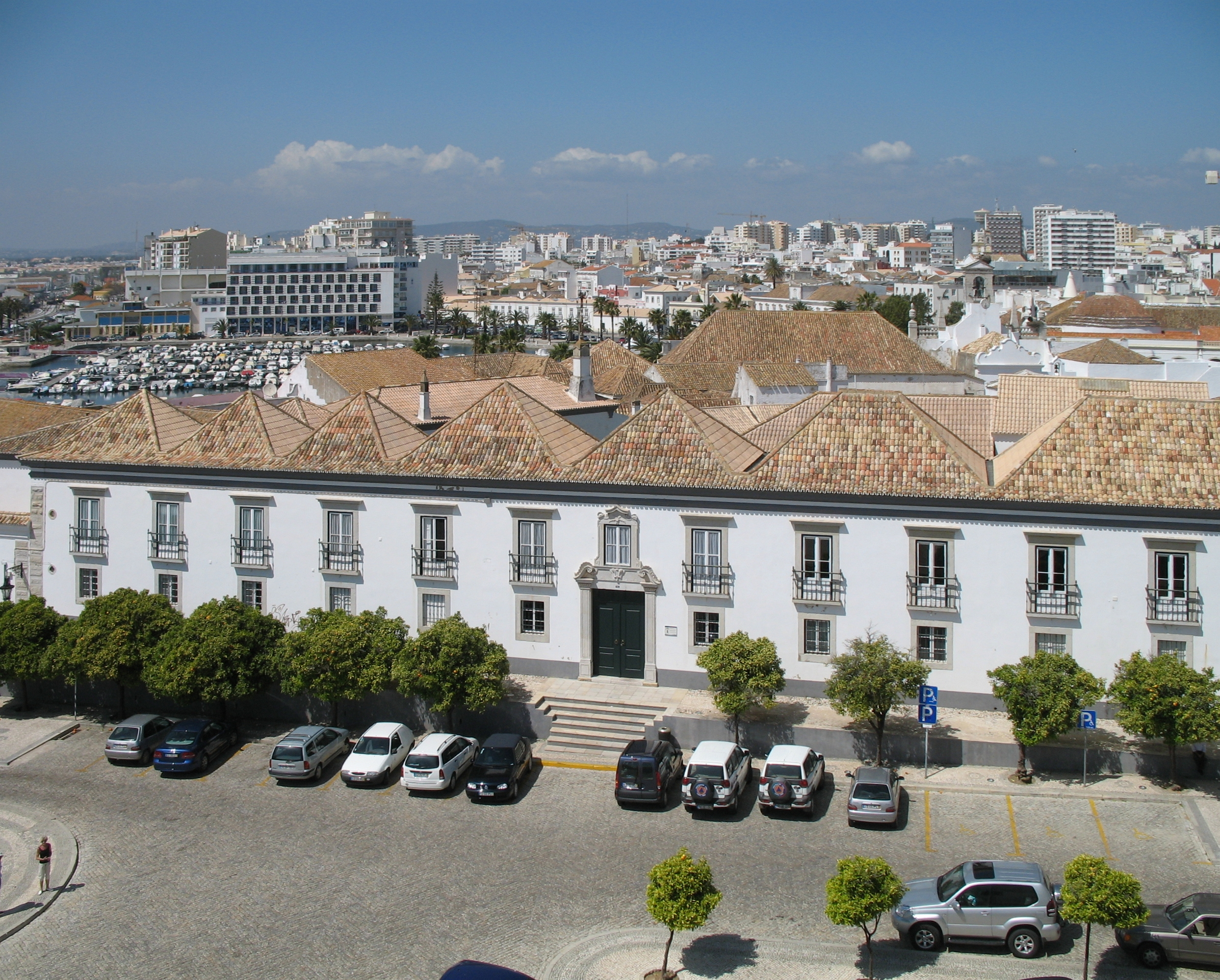
Le palais épiscopal de Faro.

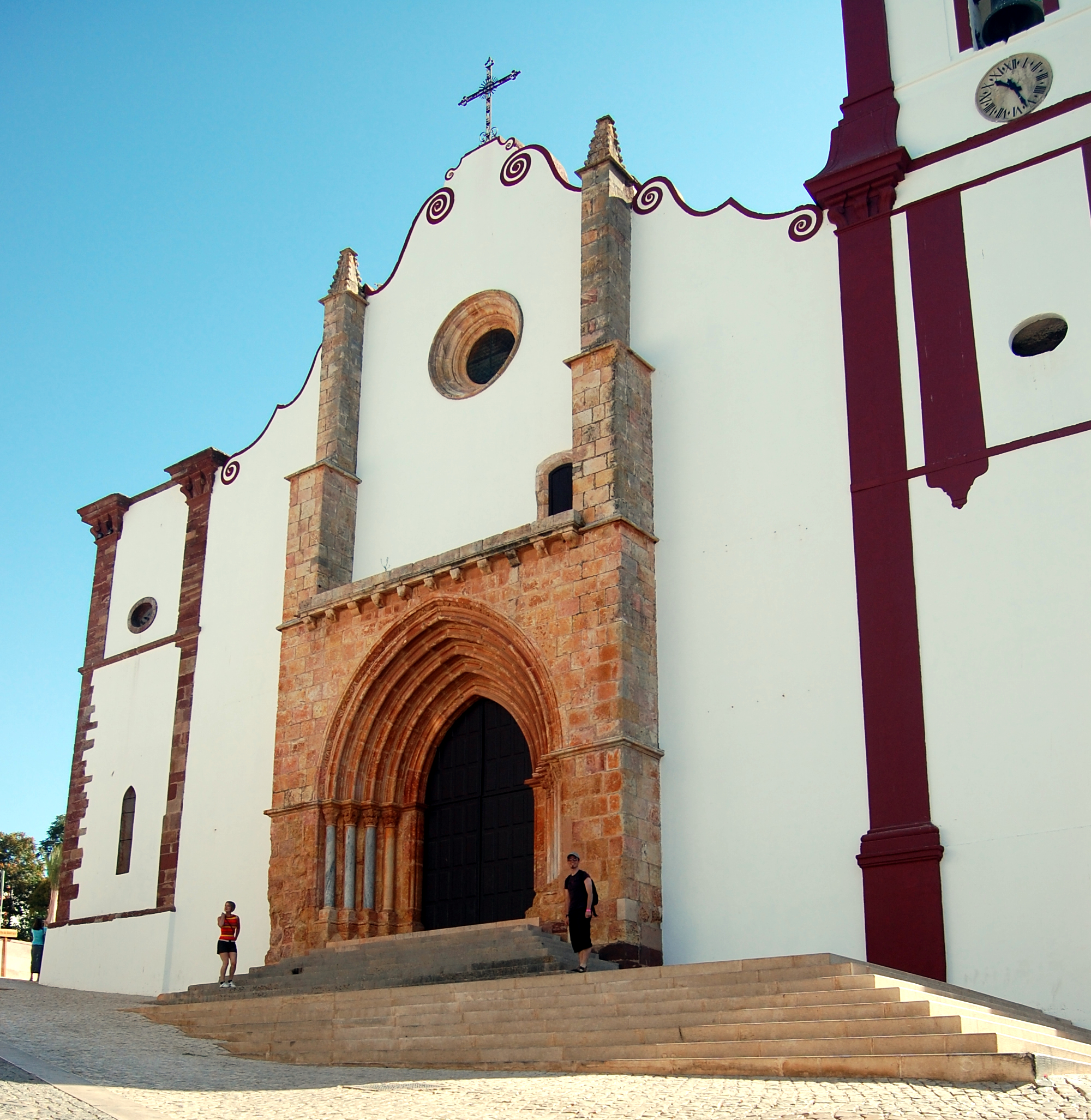
L'ancienne cathédrale de Silves.

Le diocèse actuel a ses racines dans l'ancien diocèse d'Ossonoba, construit à l'époque romaine, dont les premiers témoignages historiques remontent à 306, lorsque son évêque Vicente participa au concile d'Elvira. Ossonoba, correspondant au village d'Estoi, au nord de l'actuelle Faro, était une riche cité romaine, qui eut d'autres évêques jusqu'à la fin du VIIe siècle. L'invasion des Arabes en 711 mit fin au diocèse, qui jusque-là était suffragant de l'archidiocèse d'Augusta Emerita, siège métropolitain de la province romaine de Lusitanie.
Lorsque Sancho Ier de Portugal, dans le sillage de la reconquête chrétienne de la péninsule ibérique, libère la ville de Silves et d'autres localités de la région de l'Algarve (1188), un nouveau diocèse est érigé, basé à Silves. Mais le diocèse fut de courte durée car deux ans plus tard la ville et la région furent reconquises par les Arabes.
En 1243, le roi Alphonse III acheva la reconquête de l' Algarve. Le diocèse de Silves, cependant, ne fut rétabli qu'en 1253 par le roi de Castille Alphonse X, qui revendiquait le contrôle de la région, et qui nomma le dominicain Roberto évêque. Le roi du Portugal, revendiquant sa juridiction sur l'Algarve, refusa de reconnaître le nouvel évêque. Le différend entre les deux royaumes prit fin en 1263, et à partir de ce moment le diocèse fit partie du royaume de Portugal, premier suffragant de l'archidiocèse de Braga, puis à partir de 1394 de l'archidiocèse de Lisbonne, et enfin à partir de 1540 de la nouvelle province ecclésiastique de l'archidiocèse d'Évora. Alors que l'ancien diocèse d'Ossonoba adoptait le rite mozarabe, dès le XIIe siècle, le rite romain du nord du Portugal s'imposait.
À la demande de l'évêque Manuel de Sousa, et avec le consentement du roi Jean III, le pape Paul III autorise le transfert du siège épiscopal de Silves à Faro le 20 octobre 1539 avec la bulle Sacrosancta Romana Ecclesia. En fait, Silves était désormais réduit à un petit village, souvent insalubre pendant les périodes les plus chaudes de l'année. Cependant, les dispositions du pape rencontrèrent une forte opposition qui retarda l'application des règlements contenus dans la bulle ; ce n'est que le 30 mars 1577 que l'évêque Jerónimo Osório avec son chapitre put se déplacer à Faro et prendre possession de la nouvelle cathédrale. À partir de ce moment, le diocèse prit son nom actuel.
En 1773, l'évêque Lourenço de Santa Maria démissionna sous la pression du puissant marquis de Pombal, pour permettre la division du diocèse en deux, avec des bureaux à Faro et Villa Nova de Portimão, avec l'approbation du roi Joseph Ier, qui nommé pour Faro le chanoine João Teixeira de Carvalho et pour Villa Nova de Portimão le chanoine de Guarda Manuel Tavares Coutinho. Alors que la cour attendait la confirmation papale pour l'érection de ce nouveau diocèse, le roi mourut et le ministre Pombal perdit également son pouvoir ; les décisions prises, révoquées par la reine Maria I, n'eurent donc aucun effet et l'évêque Lourenço de Santa Maria, dont la démission ne fut jamais acceptée par le Saint-Siège, put reprendre possession de son diocèse.
La réforme des études ecclésiastiques est assez tardive. Ce n'est que vers la fin du XVIIIe siècle qu'André Teixeira Palha institua des chaires de théologie dogmatique, de droit canon, d'histoire ecclésiastique et de théologie morale, aux cours desquels, tenues publiquement, tous les prêtres qui n'avaient pas encore soixante ans étaient obligés de participer. La réforme des études a été poursuivie par son successeur, José Maria de Melo, qui a jeté les bases du séminaire diocésain, achevée au cours de l'épiscopat de Francisco Gomes de Avelar († 1816).
Au cours du XIXe siècle, en raison des frictions entre la royauté portugaise et le Saint-Siège au sujet de la prééminence dans les nominations, le diocèse connaît de longues périodes de vacance.
À la suite de la bulle papale Gravissimum Christi du pape Léon XIII du 30 septembre 1881, avec laquelle les diocèses portugais furent révisés et réorganisés, le diocèse de Faro prit l'apparence territoriale qu'il conserve encore aujourd'hui.

## Statistiques
En 2019, sur une population de 442 800 personnes, le diocèse comptait 266 000 baptisés, soit 60,1 % du total.
| année | population | population | population | prêtres | prêtres   | prêtres   | prêtres             | diacres | religieux | religieux | paroisses |
| année | baptisés   | total      | %          | nombre  | séculiers | réguliers | baptisés par prêtre | diacres | moines    | moniales  | paroisses |
| ----- | ---------- | ---------- | ---------- | ------- | --------- | --------- | ------------------- | ------- | --------- | --------- | --------- |
| 1950  | 303747     | 317628     | 95,6       | 66      | 66        |           | 4602                |         |           | 21        | 67        |
| 1970  | 310950     | 314841     | 98,8       | 84      | 76        | 8         | 3701                |         | 9         | 46        | 71        |
| 1980  | 287500     | 315000     | 91,3       | 79      | 64        | 15        | 3639                |         | 17        | 51        | 71        |
| 1990  | 378000     | 420000     | 90,0       | 67      | 58        | 9         | 5641                |         | 12        | 75        | 73        |
| 1999  | 325000     | 366329     | 88,7       | 64      | 47        | 17        | 5078                |         | 20        | 102       | 76        |
| 2000  | 330000     | 366329     | 90,1       | 71      | 55        | 16        | 4647                |         | 18        | 93        | 76        |
| 2001  | 330000     | 366329     | 90,1       | 70      | 54        | 16        | 4714                | 7       | 18        | 91        | 77        |
| 2002  | 340000     | 391819     | 86,8       | 64      | 49        | 15        | 5312                | 7       | 17        | 91        | 77        |
| 2003  | 340000     | 391819     | 86,8       | 62      | 47        | 15        | 5483                | 7       | 17        | 89        | 77        |
| 2004  | 340000     | 391819     | 86,8       | 60      | 44        | 16        | 5666                | 7       | 18        | 88        | 78        |
| 2006  | 350000     | 400000     | 87,5       | 63      | 45        | 18        | 5555                | 6       | 20        | 92        | 78        |
| 2013  | 270000     | 451006     | 59,9       | 60      | 44        | 16        | 4500                | 6       | 17        | 90        | 80        |
| 2016  | 267700     | 445700     | 60,1       | 62      | 43        | 19        | 4317                | 6       | 19        | 53        | 80        |
| 2019  | 266000     | 442800     | 60,1       | 61      | 41        | 20        | 4360                | 6       | 20        | 54        | 80        |